# Juliovka
Juliovka je malá vesnice, část obce Krompach v okrese Česká Lípa. Nachází se asi 1,5 km na západ od Krompachu. Je zde evidováno 18 adres. Trvale zde žije 6 obyvatel.
Juliovka leží v katastrálním území Krompach o výměře 7,77 km2.

## Historie
Vesnička vznikla kolem roku 1650 a získala jméno po Juliu Franzovi, vévodovi Sachsen-Lauenburg. Do roku 1946 nesla obec název Juliusthal.
Nyní je obec chalupářská. Je v ní zachována řada podstávkových domů.
V prosinci 2009 se odlomil zvětralý pískovcový balvan o objemu 60 m3 a poškodil chatu U Galejníka.